# Nils G. Hansson
Nils Gunnar Hansson, i riksdagen kallad Hansson i Skegrie, född 14 mars 1902 i Skegrie i Skåne, död 22 januari 1981 i Skegrie, var en svensk lantbrukare och politiker för Bondeförbundet.
Hansson verkade som andre vice ordförande i bondeförbundet, senare Centerpartiet, 1957-1969 och representerade partiet i riksdagen 1945-1973. 
Hansson genomgick folkhögskola och lantmannaskola. Han kom att efterträda Bernhard Näsgård som jordbruksminister i koalitionsregeringen mellan Bondeförbundet och Socialdemokraterna under perioden juli till oktober 1957, vilket var koalitionsregeringens sista månader.
Nils G. Hansson ligger begravd på Skegrie kyrkogård, nordväst om Trelleborg.